# Leeuwenburg (Driebergen)
Leeuwenburg is een landgoed en rijksmonument aan de Langbroekerwetering bij Driebergen in de Nederlandse provincie Utrecht. Het ligt op een lang smal perceel tussen de Langbroekerdijk en de Gooijerdijk. 
Deze buitenplaats werd in 1657 gebouwd in opdracht van de Utrechtse patriciër Gerard Zoudenbalch. Het omgrachte blokvormige huis kreeg de naam Zoudenbalch en bestond uit drie verdiepingen. In 1667 noemt de nieuwe eigenaar Melchior Toussain het huis Leeuwenburg.
In 1761 werd het met enkele dienstgebouwen uitgebreid. Na een splitsing van het goed in 1854 werd het weer samengevoegd door eigenaar Pieter de Beaufort. De grote verbouwing na de aankoop kwam bijna neer op herbouw. De gracht werd daarbij zo goed als gedempt.

## Park
Het park bestaat richting Gooijerdijk vooral uit bos en weiden. Aan de achterzijde van het huis liggen vijvers. Rechts ligt de moestuin met hoogstamboomgaard met een houten duiventoren uit 1880. In de negentiende eeuw werd een deel van de strakke tuin veranderd in landschapsstijl.

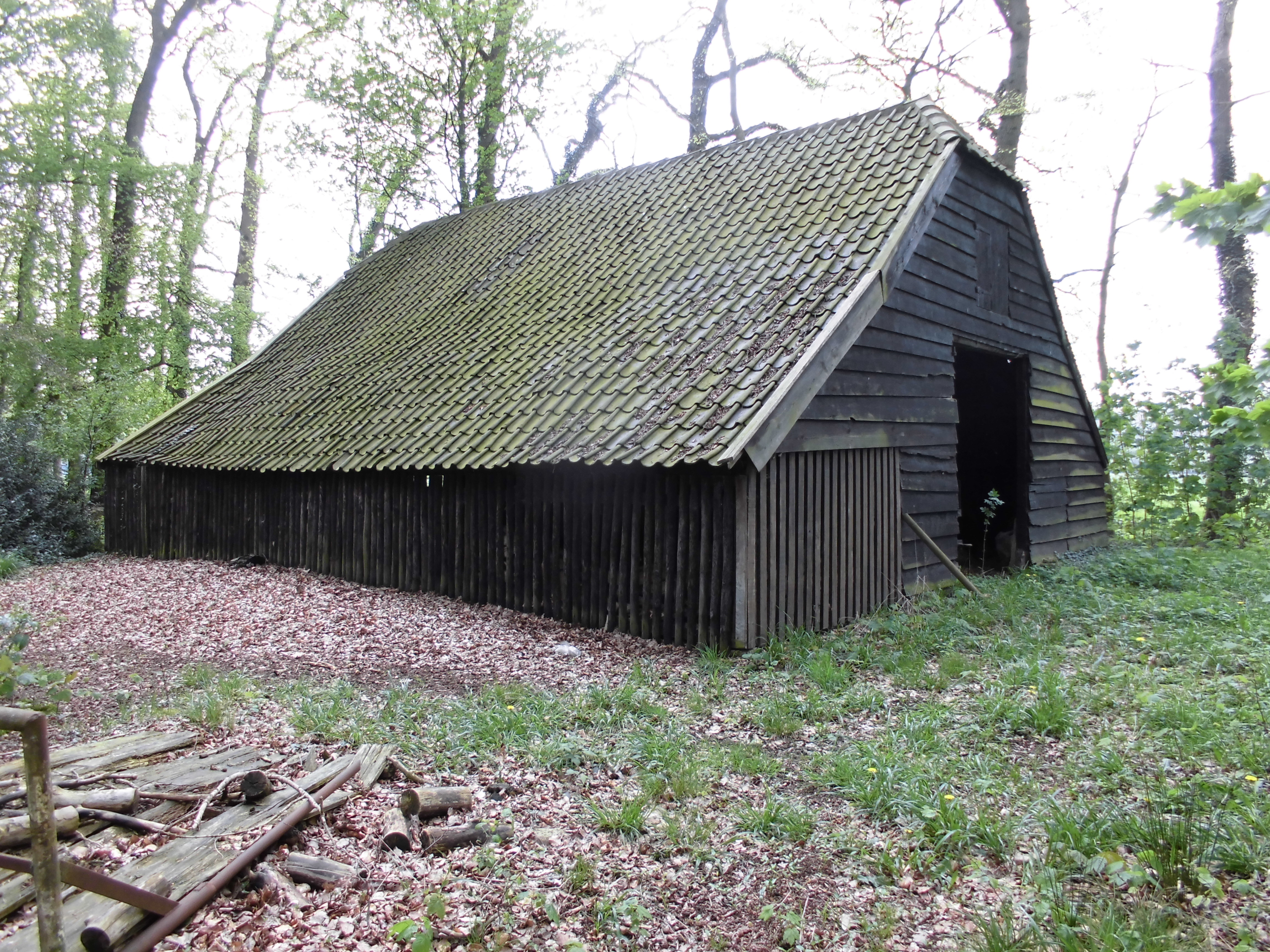
Houtschuur

## Bewoners
- 1667 - 1692 Melchior Toussain
- 1692 Adriana Bleekman, getr. met George van Ophoven
- - 1748 Gideon Boudaan
- 1748 Johannes Matthijs Swemmelaar
- - 1808 Mr. Joachim van Vliet, oud-burgemeester van Dokkum en getr. met dochter van Liewe Reinders Synia, eveneens oud-burgemeester van Dokkum.
- 1808 Arnoud Jan van Westrenen, heer van Sterkenburg
- - 1854 Jan Antony Godin van Westrenen
- 1854 Arnoud Jan en Pieter de Beaufort
- ca 1857 Jonkheer Pieter de Beaufort
- - heden familie De Beaufort